# Das System der Pilze
Das System der Pilze (w literaturze cytowane jako Syst. Pilze) – niemieckie czasopismo naukowe publikujące artykuły z zakresu mykologii. Pełny tytuł: Das System der Pilze. Durch Beschreibungen und Abbildungen erläutert. Założone zostało przez Neesa von Esenbecka i Theodora Friedrich Ludwiga. Wychodziło w latach 1787–1837.  
Prawa autorskie do artykułów i ilustracji już wygasły. Wszystkie numery czasopisma zostały zdigitalizowane i są dostępne w internecie. Opracowano 5 istniejących w internecie skorowidzów umożliwiających odszukanie artykułu:
- Title – na podstawie tytułu
- Author – na podstawie nazwiska autora
- Date – według daty
- Collection – według grupy zagadnień
- Contributor – według instytucji współpracujących

Istnieje też wykaz numerów wraz ze spisem ich treści.